# 蘇軍烈士墓
蘇軍烈士墓位於重慶市渝中區鹅岭公园，是為紀念在抗戰期間犧牲的兩名蘇聯空軍烈士而修建的。約於1938年至1940年之間，苏联航空志愿队援華空軍上校軍官司托爾夫和卡特諾夫在重慶病故。最初安葬在袁家崗，1951年因拓寬兩楊公路（兩路口至楊家坪），將烈士墓遷至兩楊公路（兩路口至楊家坪）與袁茄公路（袁家崗至茄子溪）交叉處。1956年，袁茄公路建設，將烈士墓移遷至江北區楊家花園病故軍人陵園內。因楊家花園墓地狹小，不宜長期安葬國際烈士，經中共重慶市委決定，於1959年9月，將烈士遺骸遷葬於鵝嶺公園內。
1962年2月18日列為重慶市第一批文物古蹟保護單位。1983年12月1日列為重慶市第一批市級文物保護單位。2000年9月7日列為第一批重慶市文物保護單位。2009年12月15日幷入第二批重慶市文物保護單位鵝嶺抗戰遺址群。